# محافظة الشنان
محافظة الشنان هي نطاق إداري في شرق منطقة حائل، تتبع لإمارة حائل في المملكة العربية السعودية. مقر المحافظة هي بلدة الشنان ويتبع لها إدارياً أكثر من مركز إداري وقرى وهجر كثيرة. صنفت محافظة الشنان محافظةً من فئة (ب) في منطقة حائل. ويبلغ عدد سكان المحافظة (35,500) نسمة حسب تعداد السعودية 2022، بينما يبلغ عدد سكان بلدة الشنان مقر المحافظة حوالي 30.000 نسمة. وأسس الشنان الشيخ حجي بن جردان الشمري.

## الموقع الجغرافي
يقع نطاق محافظة الشنان في شرق منطقة حائل، ويحدها من الشرق جزء من النطاق الإداري لمدينة بريدة وجزء من محافظة عيون الجواء، ويحدها من الغرب الجزء الجنوبي من النطاق الإداري لمدينة حائل، ومن الشمال محافظة بقعاء، ومن الجنوب محافظة عيون الجواء و تشتهر بأبرز جبلين بحائل هما جبل الحمراء و جبل الداره أكبر فوهه بشمال جزيرة العرب .

## مقر المحافظة
بلدة الشنان هي عاصمة محافظة الشنان, تقع إلى الشرق من مدينة حائل, وتبعد عنها حوالي 80كم, على دائرة عرض 10 َ 27 ْ, وخط طول 26 َ 42 ْ, وتقع على الطريق السريع (حائل/القصيم), وترتبط بطريق حائل/القصيم القديم بطريق فرعي طوله 12 كم.

## المراكز الإدارية التابعة
- السبعان
- فيد
- قرية البير
- طابة
- الجحفة
- النعي
- العدوة
- السعيرة

## المناخ
مناخ المحافظة من مناخ منطقة حائل قاري ففي نهار فصل الصيف الطقس حار، وتتراوح درجات الحرارة ما بين 30 إلى 40 درجة مئوية، ومع غروب الشمس تنخفض درجات الحرارة ويصبح المناخ معتدل. أما في فصل الشتاء، فالطقس بارد تنخفض فيه درجات الحرارة إلى درجات ما دون الصفر، وتسقط الأمطار في فصلي الشتاء والربيع. تهب على المنطقة خلال العام رياح مختلفة الاتجاهات لايتجاوز متوسط سرعتها 10كم/ساعة ولعل أفضل موسم لزيارة المنطقة هو فصل الربيع حيث يكون الجو معتدل مع سقوط الأمطار.

## الخصائص الاجتماعية والاقتصادية
تعد محافظة الشنان مركزاً خدمياً هاماً على مستوى المحافظة ويتبع لمحافظة الشنان العديد من المراكز والقرى، ويعتبر النشاط الرائد في المدينة هو الزراعة حيث تنتشر الأراضي الصالحة للزراعة مع الوفرة النسبية للمياه، كما يوجد نشاط الرعي وتربية الماشية مما أوجد حركة تجارية محلية على مستوى المنطقة، وأوجد نشاطاً تجارياً على مستوى المملكة لوجود شركات زراعية كبرى هادكو، المراعي.  إلى جانب النشاط الخدمي للمدينة مما استدعى توفير بعض الخدمات الأساسية مثل الإمارة ومركز الشرطة والدفاع المدني والهلال الأحمر وشعبة المرور وشعبة الجوازات ومكتب للأحوال المدنية ومكتب لوزارة العمل وهيئة التحقيق والإدعاء العام ومكتب للتربية والتعليم ومكتب الشئون الإسلامية ومستشفى الشنان العام.